# Agustín Canalda
Pas d'image ? Cliquez ici

a Compétitions nationales et continentales officielles uniquement.

b Matchs officiels uniquement.
Dernière mise à jour le 25 juillet 2019.
Agustín Canalda, né le 18 avril 1977 à Buenos Aires (Argentine), est un joueur de rugby à XV international argentin. Il évolue au poste de talonneur.

## Carrière
La première équipe de Canalda fut le Club Newman, où il a eu ses premières sélections pour l'équipe d'Argentine des moins de 19 ans. Il a eu 6 sélections pour les « Pumas », de 1999 à 2001, sans marquer. Canalda a été sélectionné pour la phase finale de la Coupe du monde de rugby à XV 1999, où il a joué une fois. 